# Цветочный кофе

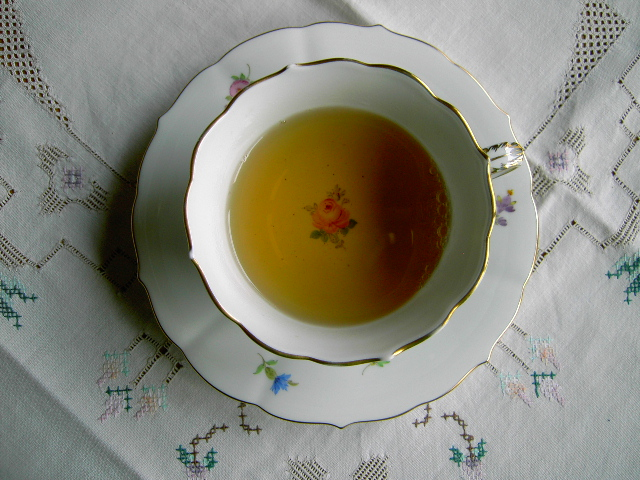
Цветочный кофе

«Цветочный кофе» (нем. Blümchenkaffee) — идиома, использующаяся в Германии для обозначения очень слабого кофе. Выражение появилось около 1815 года в Саксонии, славившейся своей любовью к кофе вместе с типичным для эпохи бидермейера цветочным рисунком на дне чашки мейсенского фарфора (обычно это были розы, незабудки, васильки, фиалки). Если на дне полной чашки кофе просматривался цветок, кофе считался слабым, «цветочным». Противоречие между дорогим хозяйским фарфором и экономией на кофе для гостей расценивалось как скупость.
В русскую речь выражение «цветочный кофе» вошло благодаря академику Д. С. Лихачёву и означает вещь, сделанную недобросовестно по бедности или скаредности.